# 莫特利 (明尼蘇達州)
莫特利（英語：Motley）是一個位於美國明尼蘇達州卡斯縣及莫里森縣的城市。

## 人口
根據2020年美國人口普查的數據，莫特利的面積為3.75平方千米，當中陸地面積為3.60平方千米，而水域面積為0.15平方千米。當地共有人口680人，而人口密度為每平方千米181人。